# والتر لوپس (بازیکن فوتبال، زاده ۱۹۷۷)
والتر لوپس (اسپانیایی: Walter López‎; ۱ سپتامبر ۱۹۷۷ – ۹ اوت ۲۰۱۵) بازیکن فوتبال اهل هندوراس بود.
از باشگاه‌هایی که در آن بازی کرده است می‌توان به باشگاه فوتبال دپورتیوو المپیا، باشگاه فوتبال اتلتیکو پلاتینزه، باشگاه فوتبال موتاگوا، باشگاه فوتبال آستریا زالتسبورگ، و باشگاه فوتبال ردبول زالتسبورگ اشاره کرد.
وی همچنین در تیم‌های ملی فوتبال زیر ۲۳ سال هندوراس و هندوراس بازی کرده است.